# مینو دورو
مینو دورو (به اسپانیایی: Mino Doro) (۶ مهٔ ۱۹۰۳ – ۱۲ مهٔ ۲۰۰۶) بازیگر ایتالیایی بود.
از فیلم‌های معروف او می‌توان به بازی در قهرمان زمان ما، دکتر آنتونیو، مسالینا، هارلم، فانی و همسرم اشاره کرد.
در مجلات مشهور، دورو معادل ایتالیایی بازیگر آمریکایی کلارک گیبل توصیف شده است.